# Susy Shock
Susy Shock (Buenos Aires, 6 de desembre de 1968) és una actriu, escriptora, cantant i docent argentina. Es reconeix com a «artista trans sudaca».

## Biografia
Va néixer en el barri de Balvanera, en el centre de la ciutat de Buenos Aires.
De pare pampeà i mare tucumana.
En 2011 va editar Poemari trans pirado i Relatos en Canecalón (Buenos Aires: Nuevos Tiempos). Va escriure columnes en Soy ―suplement de diversitat del diari argentí Pàgina/12 (Buenos Aires)―.
Va col·laborar amb revistes culturals com a Caja Muda (de la Universitat Nacional de Còrdova), Waska, Queer ArtZine (d'edició independent), Ají, de Ushuaia (Edicions Recontra Picant, del col·lectiu AJI) i Revista Colada (d'edició independent).
Alguns dels seus textos van formar part del compilat La bombacha apretaba sus testículos, d'Edicions Alterar-te-S-tudios (edició independent). Actualment, està de gira amb Poemari trans pirado (recital musical poètic) per tot el país i Llatinoamèrica.
En el número 1 de la Revista Clítoris (2011) es va publicar la historieta «SuperShiva», de Susy Xoc i Rubén Gauna. Segons el blog especialitzat AV Comics relata «la història d'una immigrant travestí que enfronta una doble intolerància. El relat té la intel·ligència de proposar-se com una analogia amb la doble vida dels superherois que han de portar una “identitat secreta”. Alguna cosa que, en definitiva, és el que li succeeix a la protagonista».
També va escriure una novel·la de fulletó ―publicada en Maten al Mensajero―, titulada La Loreta.
Actualment escriu columnes tots els mesos en la Revista MU de la cooperativa Lavaca. El 2013 va portar endavant un cicle radial Crianzas, produït per la Cooperativa Lavaca i el 2020 va crear micros poètics travestís per a Ràdio Nacional Rock (FM 93.7).

## Activisme
Susy forma part de Futur Trans Associación Civil organització creada per Marlene Wayar.
Va formar part del Front Nacional per la Llei d'Identitat de Gènere, una aliança de més de quinze organitzacions que va impulsar la sanció en l'àmbit nacional d'una llei que garantís l'adequació de tots els documents personals a la identitat de gènere viscuda i al nom triat per les persones i l'accés a tractaments mèdics dels qui sol·licitessin intervencions sobre el seu cos.
La Llei d'Identitat de Gènere va ser aprovada pel parlament argentí el 9 de maig de 2012 i promulgada per la presidenta Cristina Fernández de Kirchner pocs dies després, convertint-se en una de les lleis d'avançada en la matèria a escala internacional.

## Llibres
De la seva autoria:
- Revuelo sur (poemario), Buenos Aires: Nuevos Tiempos, 2007.
- Poemario Trans Pirado, con ilustraciones de Enrique Gurpegui y prólogo de Marlene Wayar. Buenos Aires: Nuevos Tiempos, 2011. ISBN 978-987-1399-25-3.
- Relatos en Canecalón, con prólogo de Fernando Noy. Buenos Aires: Nuevos Tiempos, 2011. ISBN 978-987-1399-26-0.
- Crianzas, con ilustraciones de Anahí Bazán Jara y prólogos de Marlene Wayar y Claudia Acuña. Buenos Aires: Editorial Muchas Nueces, 2016. ISBN 978-987-45857-3-8.
- Hojarascas, con fotografías de "M.A.f.I.A.". Buenos Aires: Editorial Muchas Nueces, 2017. ISBN 978-987-45857-7-6.
- Realidades, poesía reunida con ilustraciones de Fernando Noy y León Ferrari. Buenos Aires: Editorial Muchas Nueces. 2020, ISBN 978-47578-8-3 Error en ISBN: suma de verificació no vàlida[9]
- Teatraria, Primera edición ampliada, Editorial INTeatro, Instituto Nacional del Teatro, con prólogo de la Dra. en Artes MIna Bevacqua, EL PAIS TEATRAL, 2021, ISBN 978-987-3811-66-1.

Sobre ella:
- Deformances. Destellos de una cartografía teatral desobediente, de Mina Bevacqua, Buenos Aires: Libretto, 2020, ISBN 978-987-47048-4-9.
- "Antiprincesa Susy Shock", de Nadia Fink y Pitu Saá, Buenos Aires: Chirimbote, 2018, ISBN 978-987-42-5955-4.

## Publicacions Internacionals
- Aullido en la vereda, Compilado poético, Editorial Ginecosofía, 2023, editado en CHILE, ISBN 9789566052029.[10]

## Cinema
En 2010 va participar en la pel·lícula Mía.
L'any 2013 va protagonitzar la pel·lícula “Andrea. Un melodrama rioplatense”, dirigida per Édgar De Sant. La pel·lícula es va presentar en diversos festivals internacionals durant el 2014: entre altres en el Festival de Cinema Pink Llatí a Toronto i Festival Gai de Rio de Janeiro.
L'any 2016 va participar a "Escenas de una fiesta rota" de Jada Sirkin.
El 2016 va estrenar "Desconstrucción, crónicas de Susy Shock", dirigida per Sofia Bianco. Millor banda musical en el Festival "Primeiro Plano" Juiz de Fora, el Brasil, millor curtmetratge Nacional i premi del públic en el Festival Queer de la Plata, l'Argentina, i esment especial en el Festival Soria en Bs As, i en el XII MARFICI, de gira en Festivals per Llatinoamèrica i Europa.
En 2022 va protagonitzar al costat de Lulú Mansilla Nube, Yo, mi primer obra de arte en Coproducció amb la cooperativa MU LA VACA.ORG.

## Estrenes de l'any 2023
Sèrie "Revelados en blanco y negro", dirigida per Federico Palazzo.
Diente de León, dirigida per Diego Fió.
Sèrie "Mamá Frida", dirigida per Cristian Jure.

## Música
El novembre de 2014 va editar el seu primer disc titulat "Buena vida y poca vergüenza" i va començar una gira per Argentina i Llatinoamèrica.
En 2019 va editar el seu segon disc titulat "Traviarca" al costat de l'Esbart de Colibrís i va començar una gira per Europa, nominat en la categoria Millor disc conceptual en els premis Carlos Gardel.
Actualment, es troba treballant sobre el seu tercer disc al costat de la seva banda: L'Esbart de Colibrís.

## Ràdio
Des del 2021 i fins a l'actualitat condueix "La Cotorral, voces travas, voces disidentes", programa radial d'emissió setmanal (de dilluns de 12 a 13 hs) emès per Radio Nacional Rock, juntament amb Marlene Wayar i Pauli Garnier.
Des del 2022 i fins a l'actualitat condueix "Brotecitos, otro serà el cantar", programa d'emissió setmanal (dimecres de 19 a 21 hs) emès per Radio Nacional Folklórica juntament amb Valen Bonetto i La Ferni.

## Reconeixements i distincions
El 29 d'abril de 2014 el Poemario TRANSpirado va ser distingit per la Legislatura de la Ciutat Autònoma de Buenos Aires, declarat d'interès per a la promoció i defensa dels drets humans.
El desembre de 2015 va rebre una menció especial pel seu tema "Con mi carro voy" al Premi Nacional de Tango i Folklore producció 2011-2014.
El novembre de 2017 va rebre el reconeixement en gènere que lliura anualment La Fundació Agenda de les Dones.
El novembre de 2022 és declarada Ciutadana Il·lustre de la Ciutat de Montevideo, República Oriental de l'Uruguai.

## Vida privada
Susy té una filla, nascuda el 1991.